# Saison 2015-2016 du Real Madrid
Maillots
Dernière mise à jour : 28 mai 2016.
Chronologie
Saison précédente Saison suivante
Cette saison fait suite à la saison 2014-2015 qui a vu le Real Madrid remporter la Supercoupe de l'UEFA et la Coupe du monde des clubs ; cette saison est par ailleurs la 85e du club en Liga.
À la suite du limogeage de Carlo Ancelotti, c'est l’entraîneur espagnol Rafael Benítez qui est nommé entraîneur pour trois saisons. Il sera finalement remercié le 4 janvier 2016 et c'est Zinedine Zidane qui est nommé entraineur à sa place.
Les principales incorporations sont celles de l'international brésilien Danilo et de l'espagnol Kiko Casilla tandis que Sami Khedira et Iker Casillas quittent le club.
Lors de la saison 2015-2016, le Real Madrid est engagé dans trois compétitions officielles : Liga BBVA, Coupe du Roi et Ligue des Champions.
Lors de cette saison, le Real remporte la Ligue des Champions.

## Pré-saison et transferts
Le club officialise sa première recrue qui vient tout droit du FC Porto : Danilo, pour une somme de 31,5 millions d'euros. À la suite du départ d'Ancelotti, c'est Rafael Benitez qui est nommé sur le banc madrilène. Casemiro, prêté la saison précédente au FC Porto, réintègre l'effectif du Real Madrid. Chicharito, lui, repart à Manchester United tandis que Sami Khedira quitte définitivement le club pour la Juventus.
Iker Casillas quitte également le club et part au FC Porto. Lucas Vázquez, qui l'année dernière était prêté à l'Espanyol Barcelone, ainsi que Denis Cheryshev, prêté a Villareal CF, reviennent au Real Madrid. Le gardien espagnol Kiko Casilla, originellement formé à la Fabrica, est acheté à l'Espanyol Barcelone pour une somme de 6 millions d'euros, tandis que Fernando Pacheco est cédé au Deportivo Alavés. Le Real recrute enfin le milieu de terrain croate Mateo Kovačić pour 35 millions d'euros en provenance de l'Inter Milan.

## Matchs amicaux et tournée
Le 18 juillet, le club madrilène dispute sa première rencontre amicale contre l'AS Rome dans le cadre de l'International Champions Cup (édition australienne).
Le 24 juillet, le Real dispute son deuxième match de l'International Champions Cup (édition australienne) face à Manchester City et remporte son premier trophée avec Rafael Benítez.
Le 27 juillet, le Real dispute son troisième match amical contre l'Inter Milan, dans le cadre de l'édition chinoise de l'International Champions Cup, à Guangzhou.
Le 30 juillet, le Real dispute son quatrième match amical dans l'édition chinoise de l'International Champions Cup face à l'AC Milan et remporte son deuxième trophée avec Rafael Benítez.
Le 4 août, le Real joue comme cinquième match amical la demi-finale de l'Audi Cup à Munich contre Tottenham Hotspur.
Le 5 août, le sixième match amical du Real correspond à la finale de l'Audi Cup face au Bayern Munich.
Le 9 août, le Real Madrid se déplace en Norvège pour affronter le Vålerenga dans l'Ullevaal Stadion pour son septième match amical.
Et pour finir sa préparation, le 18 août, le Real Madrid reçoit Galatasaray à l'occasion du Trophée Santiago Bernabéu et remporte le trophée pour la 25e fois de son histoire.

## Rafael Benítezest renvoyé
Le 4 janvier 2016, Florentino Pérez décide de renvoyer Rafael Benítez de son poste d'entraîneur du Real Madrid. Il est remplacé par le Français Zinedine Zidane, jusqu'alors entraîneur de la Castilla.

## Effectif professionnel

### Joueurs prêtés pour la saison 2015-2016
Le tableau suivant liste l'effectif de Real Madrid CF  des joueurs en prêts pour la saison 2015-2016.
| Joueurs prêtés |      |                 |                   |           |              |  |
| \| P. \| Nat. \| Nom \| Date de naissance \| Sélection \| Club en prêt \| \| \| M \| \| Denis Cheryshev \| 26 décembre 1990 (34 ans) \| Russie \| Valence CF \| \| |      |                 |                   |           |              |  |
| P. | Nat. | Nom             | Date de naissance | Sélection | Club en prêt |  |
| M |      | Denis Cheryshev | 26 décembre 1990  | Russie    | Valence CF   |  |

| P. | Nat. | Nom             | Date de naissance | Sélection | Club en prêt |  |
| M  |      | Denis Cheryshev | 26 décembre 1990  | Russie    | Valence CF   |  |

## Recrutement

### Arrivées
| Joueur          | Pays    | Âge | Poste     | Type de transfert | Durée        | Indemnité         | Période       | Provenance                                |
| --------------- | ------- | --- | --------- | ----------------- | ------------ | ----------------- | ------------- | ----------------------------------------- |
| Danilo          | Brésil  | 23  | Défenseur | Transfert         | 6 ans (2021) | 31,5 millions d'€ | Mercato d'été | FC Porto (Liga ZON Sagres)                |
| Denis Cheryshev | Russie  | 24  | Attaquant | Retour de prêt    | 2 ans (2017) | -                 | Mercato d'été | Villarreal CF (Liga BBVA)                 |
| Casemiro        | Brésil  | 23  | Milieu    | Retour de prêt    | 2 ans (2017) | -                 | Mercato d'été | FC Porto (Liga ZON Sagres)                |
| Lucas Vázquez   | Espagne | 24  | Ailier    | Retour de prêt    | 2 ans (2017) | -                 | Mercato d'été | Espanyol Barcelone (Liga BBVA)            |
| Kiko Casilla    | Espagne | 28  | Gardien   | Transfert         | 5 ans (2020) | 6 millions d'€    | Mercato d'été | Espanyol Barcelone (Liga BBVA)            |
| Mateo Kovačić   | Croatie | 21  | Milieu    | Transfert         | 6 ans (2021) | 35 millions d'€   | Mercato d'été | Inter Milan (Série A TIM)                 |
| Rubén Yáñez     | Espagne | 21  | Gardien   | Promotion         | 5 ans (2020) | -                 | Mercato d'été | Real Madrid Castilla (Segunda División B) |

### Départs
| Joueur             | Nationalité | Âge | Poste     | Type de transfert | Durée         | Indemnité       | Période         | Destination                                 |
| ------------------ | ----------- | --- | --------- | ----------------- | ------------- | --------------- | --------------- | ------------------------------------------- |
| Chicharito         | Mexique     | 27  | Attaquant | Retour de prêt    | -             | -               | Mercato d'été   | Manchester United (Barclays Premier League) |
| Sami Khedira       | Allemagne   | 28  | Milieu    | Fin de contrat    | -             | -               | Mercato d'été   | Juventus Turin (Série A TIM)                |
| Iker Casillas      | Espagne     | 34  | Gardien   | Fin de contrat    | -             | -               | Mercato d'été   | FC Porto (Liga ZON Sagres)                  |
| Fernando Pacheco   | Espagne     | 23  | Gardien   | Prêt              | 1 ans (2016)  | -               | Mercato d'été   | Deportivo Alavés (Liga Adelante)            |
| Fábio Coentrão     | Portugal    | 27  | Défenseur | Prêt              | 1 ans (2016)  | -               | Mercato d'été   | AS Monaco (Ligue 1)                         |
| Asier Illarramendi | Espagne     | 25  | Milieu    | Transfert         | 5 ans (2020)  | 15 millions d'€ | Mercato d'été   | Real Sociedad (Liga BBVA)                   |
| Lucas Silva        | Brésil      | 22  | Milieu    | Prêt              | 1 ans (2016)  | -               | Mercato d'été   | Olympique de Marseille (Ligue 1)            |
| Denis Cheryshev    | Russie      | 25  | Attaquant | Prêt              | 6 mois (2016) | -               | Mercato d'hiver | Valence CF (Liga BBVA)                      |

## Les rencontres de la saison

### Matchs amicaux
| Date                                    | Adversaire        | Division | Lieu                               | Score         | Buteurs                                           |
| International Champions Cup d'Australie |                   |          |                                    |               |                                                   |
| 18 juillet 2015                         | AS Rome           | D1       | The MCG, Melbourne, Australie      | 0-0 (6-7)tab  |                                                   |
| 24 juillet 2015                         | Manchester City   | D1       | The MCG, Melbourne, Australie      | 1-4           | Benzema 21e, Ronaldo 25e, Pepe 44e, Cheryshev 73e |
| International Champions Cup de Chine    |                   |          |                                    |               |                                                   |
| 27 juillet 2015                         | Inter Milan       | D1       | Stade Tianhe, Guangzhou, Chine     | 0-3           | Jesé 29e, Varane 56e, James 88e (cf.)             |
| 30 juillet 2015                         | AC Milan          | D1       | Stade de Shanghai, Shanghai, Chine | 0-0 (10-9)tab |                                                   |
| Audi Cup                                |                   |          |                                    |               |                                                   |
| 4 août 2015                             | Tottenham Hotspur | D1       | Allianz Arena, Munich, Allemagne   | 2-0           | James 36e, Bale 79e                               |
| 5 août 2015                             | Bayern Munich     | D1       | Allianz Arena, Munich, Allemagne   | 1-0           |                                                   |
| Match amical                            |                   |          |                                    |               |                                                   |
| 9 août 2015                             | Vålerenga         | D1       | Ullevaal Stadion, Oslo, Norvège    | 0-0           |                                                   |
| Trophée Santiago Bernabéu               |                   |          |                                    |               |                                                   |
| 18 août 2015                            | Galatasaray       | D1       | Santiago Bernabéu, Madrid, Espagne | 2-1           | Nacho 17e, Marcelo 81e                            |

### Coupe du Roi
| Date       | Tour                 | Adversaire | Lieu                     | Score | Buteurs                    |
| ---------- | -------------------- | ---------- | ------------------------ | ----- | -------------------------- |
| 02/12/2015 | 1/16e finale (aller) | Cadix CF   | Ramon de Carranza, Cadix | 1-3   | Cheryshev 3e, Isco 65e 74e |

Le Real Madrid est éliminé administrativement par la RFEF après avoir aligné Denis Cheryshev alors que le joueur russe était suspendu.

### Liga BBVA
| Date       | J.     | Adversaire           | Lieu                                     | Score | Buteurs                                                                      |
| ---------- | ------ | -------------------- | ---------------------------------------- | ----- | ---------------------------------------------------------------------------- |
| 23/08/2015 | 1re J. | Sporting Gijón       | El Molinón, Gijón                        | 0-0   |                                                                              |
| 30/08/2015 | 2e J.  | Betis Séville        | Santiago Bernabéu, Madrid                | 5-0   | Bale 2e 88e, James 38e (cf.) 49e, Benzema 47e                                |
| 12/09/2015 | 3e J.  | Espanyol Barcelone   | Cornellà-El Prat, Barcelone              | 0-6   | Ronaldo 7e 17e (pen.) 19e 61e 80e, Benzema 29e                               |
| 19/09/2015 | 4e J.  | Grenade CF           | Santiago Bernabéu, Madrid                | 1-0   | Benzema 54e                                                                  |
| 23/09/2015 | 5e J.  | Athletic Bilbao      | San Mamés, Bilbao                        | 1-2   | Benzema 19e 70e                                                              |
| 26/09/2015 | 6e J.  | Málaga CF            | Santiago Bernabéu, Madrid                | 0-0   |                                                                              |
| 04/10/2015 | 7e J.  | Atlético Madrid      | Vicente-Calderón, Madrid                 | 1-1   | Benzema 9e                                                                   |
| 17/10/2015 | 8e J.  | Levante UD           | Santiago Bernabéu, Madrid                | 3-0   | Marcelo 27e, Ronaldo 30e, Jesé 81e                                           |
| 24/10/2015 | 9e J.  | Celta Vigo           | Balaídos, Vigo                           | 1-3   | Ronaldo 8e, Danilo 23e, Marcelo 90+5e                                        |
| 31/10/2015 | 10e J. | Las Palmas           | Santiago Bernabéu, Madrid                | 3-1   | Isco 4e, Ronaldo 14e, Jesé 43e                                               |
| 08/11/2015 | 11e J. | Séville FC           | Ramón-Sánchez-Pizjuán, Séville           | 3-2   | Ramos 22e, James 90+3e                                                       |
| 21/11/2015 | 12e J. | FC Barcelone         | Santiago Bernabéu, Madrid                | 0-4   |                                                                              |
| 29/11/2015 | 13e J. | SD Eibar             | Ipurua, Eibar                            | 0-2   | Bale 43e, Ronaldo 82e (pen.)                                                 |
| 05/12/2015 | 14e J. | Getafe CF            | Santiago Bernabéu, Madrid                | 4-1   | Benzema 4e 16e, Bale 35e, Ronaldo 38e                                        |
| 13/12/2015 | 15e J. | Villarreal CF        | El Madrigal, Vila-real                   | 1-0   |                                                                              |
| 20/12/2015 | 16e J. | Rayo Vallecano       | Santiago Bernabéu, Madrid                | 10-2  | Danilo 3e, Bale 25e 42e 61e 70e, Ronaldo 30e (pen.) 54e, Benzema 48e 79e 90e |
| 30/12/2015 | 17e J. | Real Sociedad        | Santiago Bernabéu, Madrid                | 3-1   | Ronaldo 42e (pen.) 68e, Lucas 86e                                            |
| 03/01/2016 | 18e J. | Valence CF           | La Mestalla, Valence                     | 2-2   | Benzema 17e, Bale 82e                                                        |
| 09/01/2016 | 19e J. | Deportivo La Corogne | Santiago Bernabéu, Madrid                | 5-0   | Benzema 15e 90+1e, Bale 22e 49e 63e                                          |
| 17/01/2016 | 20e J. | Sporting Gijón       | Santiago Bernabéu, Madrid                | 5-1   | Bale 7e, Ronaldo 9e 18e, Benzema 12e 41e                                     |
| 24/01/2016 | 21e J. | Betis Séville        | Benito-Villamarín, Séville               | 1-1   | Benzema 71e                                                                  |
| 31/01/2016 | 22e J. | Espanyol Barcelone   | Santiago Bernabéu, Madrid                | 6-0   | Benzema 7e, Ronaldo 12e (pen.) 45e 82e, James 16e, Duarte 86e (csc)          |
| 07/02/2016 | 23e J. | Grenade CF           | Nuevo Los Cármenes, Grenade              | 1-2   | Benzema 30e, Modrić 85e                                                      |
| 13/02/2016 | 24e J. | Athletic Bilbao      | Santiago Bernabéu, Madrid                | 4-2   | Ronaldo 3e 87e, James 37e, Kroos 45e                                         |
| 21/02/2016 | 25e J. | Málaga CF            | La Rosaleda, Malaga                      | 1-1   | Ronaldo 33e                                                                  |
| 27/02/2016 | 26e J. | Atlético Madrid      | Santiago Bernabéu, Madrid                | 0-1   |                                                                              |
| 02/03/2016 | 27e J. | Levante UD           | Ciutat de València, Valence              | 1-3   | Ronaldo 34e (pen.), Mariño 37e (csc), Isco 90+1e                             |
| 05/03/2016 | 28e J. | Celta Vigo           | Santiago Bernabéu, Madrid                | 7-1   | Pepe 40e, Ronaldo 49e 57e (cf.) 64e 75e, Jesé 77e, Bale 80e                  |
| 13/03/2016 | 29e J. | Las Palmas           | Gran Canaria, Las Palmas de Gran Canaria | 1-2   | Ramos 24e, Casemiro 90e                                                      |
| 20/03/2016 | 30e J. | Séville FC           | Santiago Bernabéu, Madrid                | 4-0   | Benzema 6e, Ronaldo 64e, Bale 66e, Jesé 86e                                  |
| 02/04/2016 | 31e J. | FC Barcelone         | Camp Nou, Barcelone                      | 1-2   | Benzema 62e, Ronaldo 85e                                                     |
| 09/04/2016 | 32e J. | SD Eibar             | Santiago Bernabéu, Madrid                | 4-0   | James 5e (cf.), Lucas 18e, Ronaldo 20e, Jesé 39e                             |
| 16/04/2016 | 33e J. | Getafe CF            | Coliseum Alfonso Pérez, Getafe           | 1-5   | Benzema 29e, Isco 40e, Bale 50e, James 88e, Ronaldo 90+2e                    |
| 20/04/2016 | 34e J. | Villarreal CF        | Santiago Bernabéu, Madrid                | 3-0   | Benzema 41e, Lucas 69e, Modrić 75e                                           |
| 23/04/2016 | 35e J. | Rayo Vallecano       | Campo de Vallecas, Madrid                | 2-3   | Bale 35e 81e, Lucas 51e                                                      |
| 30/04/2016 | 36e J  | Real Sociedad        | Anoeta, Saint-Sébastien                  | 0-1   | Bale 80e                                                                     |
| 08/05/2016 | 37e J. | Valence CF           | Santiago Bernabéu, Madrid                | 3-2   | Ronaldo 26e 59e, Benzema 42e                                                 |
| 14/05/2016 | 38e J. | Deportivo La Corogne | El Riazor, La Corogne                    | 0-2   | Ronaldo 7e 25e                                                               |

#### Classement
| Rang | Équipe               | Pts | J  | G  | N  | P  | Bp  | Bc | Diff |
| ---- | -------------------- | --- | -- | -- | -- | -- | --- | -- | ---- |
| 1    | FC Barcelone T SU MC | 91  | 38 | 29 | 4  | 5  | 112 | 29 | +83  |
| 2    | Real Madrid C1       | 90  | 38 | 28 | 6  | 4  | 110 | 34 | +76  |
| 3    | Atlético Madrid      | 88  | 38 | 28 | 4  | 6  | 63  | 18 | +45  |
| 4    | Villarreal CF        | 64  | 38 | 18 | 10 | 10 | 44  | 35 | +9   |
| 5    | Athletic Bilbao S    | 62  | 38 | 18 | 8  | 12 | 58  | 45 | +13  |
| 6    | Celta Vigo           | 60  | 38 | 17 | 9  | 12 | 51  | 59 | -8   |
| 7    | Séville FC C3        | 52  | 38 | 14 | 10 | 14 | 51  | 50 | +1   |
| 8    | Málaga CF            | 48  | 38 | 12 | 12 | 14 | 38  | 35 | +3   |
| 9    | Real Sociedad        | 48  | 38 | 13 | 9  | 16 | 45  | 48 | -3   |
| 10   | Betis Séville P      | 45  | 38 | 11 | 12 | 15 | 34  | 52 | -18  |
| 11   | Las Palmas P         | 44  | 38 | 12 | 8  | 18 | 45  | 53 | -8   |
| 12   | Valence CF           | 44  | 38 | 11 | 11 | 16 | 46  | 48 | -2   |
| 13   | Espanyol Barcelone   | 43  | 38 | 12 | 7  | 19 | 40  | 74 | -34  |
| 14   | SD Eibar             | 43  | 38 | 11 | 10 | 17 | 49  | 61 | -12  |
| 15   | Deportivo La Corogne | 42  | 38 | 8  | 18 | 12 | 45  | 61 | -16  |
| 16   | Grenade CF           | 39  | 38 | 10 | 9  | 19 | 46  | 69 | -23  |
| 17   | Sporting Gijón P     | 39  | 38 | 10 | 9  | 19 | 40  | 62 | -22  |
| 18   | Rayo Vallecano       | 38  | 38 | 9  | 11 | 18 | 52  | 73 | -21  |
| 19   | Getafe CF            | 36  | 38 | 9  | 9  | 20 | 37  | 67 | -30  |
| 20   | Levante              | 32  | 38 | 8  | 8  | 22 | 37  | 70 | -33  |

Qualifications européennes
Ligue des champions 2016-2017
- 1er 2e 3e et C3 : phase de groupes
- 4e : tour de barrages pour non-champions

Ligue Europa 2016-2017
- 5e : phase de groupes
- 6e : tour de barrages

Relégation
- 18e : barrage de relégation
- 19e et 20e : relégation en Liga Adelante

Abréviations
- T : Tenant du titre
- C : Vainqueur de la Coupe du Roi 2015-2016
- S : Vainqueur de la Supercoupe d'Espagne 2015
- SU : Vainqueur de la Supercoupe de l'UEFA 2015
- MC : Vainqueur du Mondial des clubs 2015
- C1 : Vainqueur de la Ligue des champions 2015-2016
- C3 : Vainqueur de la Ligue Europa 2015-2016
- P : Promus de Liga Adelante 2014-2015

Le 14 mai 2016 le Real Madrid est vice-champion.

### Ligue des Champions de l'UEFA

#### Phase de Groupes
| Date       | J.     | Adversaire          | Lieu                      | Score | Buteurs                                                         |
| ---------- | ------ | ------------------- | ------------------------- | ----- | --------------------------------------------------------------- |
| 15/09/2015 | 1re J. | Chakhtar Donetsk    | Santiago Bernabéu, Madrid | 4-0   | Benzema 30e, Ronaldo 55e (pen.) 63e (pen.) 81e                  |
| 30/09/2015 | 2e J.  | Malmö FF            | Swedbank Stadion, Malmö   | 0-2   | Ronaldo 29e 90e                                                 |
| 21/10/2015 | 3e J.  | Paris Saint-Germain | Parc des Princes, Paris   | 0-0   |                                                                 |
| 03/11/2015 | 4e J.  | Paris Saint-Germain | Santiago Bernabéu, Madrid | 1-0   | Nacho 35e                                                       |
| 25/11/2015 | 5e J.  | Chakhtar Donetsk    | Arena Lviv, Lviv          | 3-4   | Ronaldo 18e 70e, Modrić 50e, Carvajal 52e                       |
| 08/12/2015 | 6e J.  | Malmö FF            | Santiago Bernabéu, Madrid | 8-0   | Benzema 12e 24e 74e, Ronaldo 39e (cf.) 47e 50e 59e, Kovačić 70e |

| Rang | Équipe              | Pts | J | G | N | P | Bp | Bc | Diff |  | Résultats (▼ dom., ► ext.) |     |     |     |     |
| ---- | ------------------- | --- | - | - | - | - | -- | -- | ---- |  | -------------------------- | --- | --- | --- | --- |
| 1    | Real Madrid         | 16  | 6 | 5 | 1 | 0 | 19 | 3  | +16  |  | Real Madrid                |     | 1-0 | 4-0 | 8-0 |
| 2    | Paris Saint-Germain | 13  | 6 | 4 | 1 | 1 | 12 | 1  | +11  |  | Paris Saint-Germain        | 0-0 |     | 2-0 | 2-0 |
| 3    | Chakhtar Donetsk    | 3   | 6 | 1 | 0 | 5 | 7  | 14 | -7   |  | Chakhtar Donetsk           | 3-4 | 0-3 |     | 4-0 |
| 4    | Malmö FF            | 3   | 6 | 1 | 0 | 5 | 1  | 21 | -20  |  | Malmö FF                   | 0-2 | 0-5 | 1-0 |     |

#### 1/8 de finale
| Date       | Tour   | Adversaire | Lieu                      | Score | Buteurs                |
| ---------- | ------ | ---------- | ------------------------- | ----- | ---------------------- |
| 17/02/2016 | Aller  | AS Rome    | Stade Olympique, Rome     | 0-2   | Ronaldo 57e, Jesé 86e  |
| 08/03/2016 | Retour | AS Rome    | Santiago Bernabéu, Madrid | 2-0   | Ronaldo 64e, James 68e |

#### 1/4 de finale
| Date       | Tour   | Adversaire     | Lieu                        | Score | Buteurs                   |
| ---------- | ------ | -------------- | --------------------------- | ----- | ------------------------- |
| 06/04/2016 | Aller  | VfL Wolfsbourg | Volkswagen-Arena, Wolfsburg | 2-0   |                           |
| 12/04/2016 | Retour | VfL Wolfsbourg | Santiago Bernabéu, Madrid   | 3-0   | Ronaldo 16e 17e 77e (cf.) |

#### 1/2 finale
| Date       | Tour   | Adversaire      | Lieu                       | Score | Buteurs            |
| ---------- | ------ | --------------- | -------------------------- | ----- | ------------------ |
| 26/04/2016 | Aller  | Manchester City | Etihad Stadium, Manchester | 0-0   |                    |
| 04/05/2016 | Retour | Manchester City | Santiago Bernabéu, Madrid  | 1-0   | Fernando 20e (csc) |

#### Finale
| Date       | Tour   | Adversaire      | Lieu                   | Score        | Buteurs   |
| ---------- | ------ | --------------- | ---------------------- | ------------ | --------- |
| 28/05/2016 | Finale | Atlético Madrid | Giuseppe-Meazza, Milan | 1-1 (5-3tab) | Ramos 15e |

Le 28 mai 2016 le Real Madrid remporte la Ligue des champions aux tirs au but face à l'Atlético Madrid.
| Ligue des champions Vainqueur 2015-2016 |
| --------------------------------------- |
| Real Madrid 11e Titre                   |

## Statistiques

### Statistiques collectives
| Compétition         | Débute au tour   | Termine        | Matches joués | Gagnés | Nuls | Perdus | Buts pour | Buts contre | Différence |
| ------------------- | ---------------- | -------------- | ------------- | ------ | ---- | ------ | --------- | ----------- | ---------- |
| Liga BBVA           | 1re Journée      | 38e Journée    | 38            | 28     | 6    | 4      | 110       | 34          | +76        |
| Coupe du Roi        | 1/16 de finale   | 1/16 de finale | 1             | 1      | 0    | 0      | 3         | 1           | +2         |
| Ligue des champions | Phase de groupes | Vainqueur      | 13            | 9      | 3    | 1      | 28        | 6           | +22        |
| Total               | Total            | Total          | 52            | 38     | 9    | 5      | 141       | 41          | +100       |

### Statistiques individuelles
(Mis à jour le 28 mai 2016)
| Numéro | Nat. | Nom               | Liga BBVA | Liga BBVA   | Liga BBVA      | Liga BBVA | Liga BBVA    | Ligue des champions | Ligue des champions | Ligue des champions | Ligue des champions | Ligue des champions | Coupe du Roi | Coupe du Roi | Coupe du Roi   | Coupe du Roi | Coupe du Roi | Total | Total       | Total          | Total  | Total        |
| Numéro | Nat. | Nom               | M.j.      | But inscrit | Passe décisive | Averti    | Carton rouge | M.j.                | But inscrit         | Passe décisive      | Averti              | Carton rouge        | M.j.         | But inscrit  | Passe décisive | Averti       | Carton rouge | M.j.  | But inscrit | Passe décisive | Averti | Carton rouge |
| ------ | ---- | ----------------- | --------- | ----------- | -------------- | --------- | ------------ | ------------------- | ------------------- | ------------------- | ------------------- | ------------------- | ------------ | ------------ | -------------- | ------------ | ------------ | ----- | ----------- | -------------- | ------ | ------------ |
| 1      |      | Keylor Navas      | 34        | -27         | 0              | 0         | 0            | 11                  | -3                  | 0                   | 2                   | 0                   | 0            | 0            | 0              | 0            | 0            | 45    | -30         | 0              | 2      | 0            |
| 2      |      | Raphaël Varane    | 26        | 0           | 0              | 5         | 1            | 7                   | 0                   | 0                   | 1                   | 0                   | 0            | 0            | 0              | 0            | 0            | 33    | 0           | 0              | 6      | 1            |
| 3      |      | Pepe              | 21        | 1           | 1              | 5         | 0            | 9                   | 0                   | 0                   | 5                   | 0                   | 1            | 0            | 0              | 0            | 0            | 34    | 1           | 1              | 7      | 0            |
| 4      |      | Sergio Ramos      | 23        | 2           | 2              | 9         | 2            | 10                  | 1                   | 0                   | 3                   | 0                   | 0            | 0            | 0              | 0            | 0            | 33    | 3           | 2              | 12     | 2            |
| 6      |      | Nacho             | 16        | 0           | 0              | 5         | 0            | 5                   | 1                   | 0                   | 0                   | 0                   | 1            | 0            | 0              | 0            | 0            | 22    | 1           | 0              | 5      | 0            |
| 7      |      | Cristiano Ronaldo | 36        | 35          | 11             | 3         | 0            | 12                  | 16                  | 4                   | 1                   | 0                   | 0            | 0            | 0              | 0            | 0            | 48    | 51          | 15             | 4      | 0            |
| 8      |      | Toni Kroos        | 32        | 1           | 10             | 3         | 0            | 12                  | 0                   | 1                   | 0                   | 0                   | 0            | 0            | 0              | 0            | 0            | 44    | 1           | 11             | 3      | 0            |
| 9      |      | Karim Benzema     | 27        | 24          | 7              | 1         | 0            | 9                   | 4                   | 0                   | 0                   | 0                   | 0            | 0            | 0              | 0            | 0            | 36    | 28          | 7              | 1      | 0            |
| 10     |      | James Rodríguez   | 26        | 7           | 8              | 1         | 0            | 5                   | 1                   | 0                   | 0                   | 0                   | 1            | 0            | 2              | 0            | 0            | 32    | 8           | 10             | 1      | 0            |
| 11     |      | Gareth Bale       | 23        | 19          | 10             | 2         | 0            | 8                   | 0                   | 3                   | 0                   | 0                   | 0            | 0            | 0              | 0            | 0            | 31    | 19          | 13             | 2      | 0            |
| 12     |      | Marcelo           | 30        | 2           | 3              | 2         | 0            | 11                  | 0                   | 2                   | 0                   | 0                   | 0            | 0            | 0              | 0            | 0            | 41    | 2           | 5              | 2      | 0            |
| 13     |      | Kiko Casilla      | 4         | -6          | 0              | 0         | 0            | 2                   | -3                  | 0                   | 0                   | 0                   | 1            | -1           | 0              | 0            | 0            | 7     | -10         | 0              | 0      | 0            |
| 14     |      | Casemiro          | 23        | 1           | 3              | 7         | 0            | 11                  | 0                   | 0                   | 4                   | 0                   | 1            | 0            | 1              | 0            | 0            | 35    | 1           | 4              | 11     | 0            |
| 15     |      | Daniel Carvajal   | 22        | 0           | 4              | 6         | 0            | 8                   | 1                   | 1                   | 3                   | 0                   | 0            | 0            | 0              | 0            | 0            | 30    | 1           | 5              | 9      | 0            |
| 16     |      | Mateo Kovačić     | 25        | 0           | 2              | 4         | 1            | 8                   | 1                   | 0                   | 1                   | 0                   | 1            | 0            | 0              | 0            | 0            | 34    | 1           | 2              | 5      | 1            |
| 17     |      | Álvaro Arbeloa    | 6         | 0           | 0              | 1         | 0            | 2                   | 0                   | 0                   | 0                   | 0                   | 1            | 0            | 0              | 0            | 0            | 9     | 0           | 0              | 1      | 0            |
| 18     |      | Lucas Vázquez     | 25        | 4           | 6              | 4         | 0            | 7                   | 0                   | 2                   | 2                   | 0                   | 1            | 0            | 0              | 0            | 0            | 33    | 4           | 8              | 6      | 0            |
| 19     |      | Luka Modrić       | 32        | 2           | 4              | 5         | 0            | 12                  | 1                   | 0                   | 0                   | 0                   | 0            | 0            | 0              | 0            | 0            | 44    | 3           | 4              | 5      | 0            |
| 20     |      | Jesé              | 28        | 5           | 6              | 0         | 0            | 9                   | 1                   | 0                   | 0                   | 0                   | 1            | 0            | 0              | 0            | 0            | 38    | 6           | 6              | 0      | 0            |
| 21     |      | Denis Cheryshev   | 2         | 0           | 1              | 0         | 0            | 3                   | 0                   | 0                   | 1                   | 0                   | 1            | 1            | 0              | 0            | 0            | 6     | 1           | 1              | 1      | 0            |
| 22     |      | Isco              | 31        | 3           | 7              | 2         | 1            | 11                  | 0                   | 3                   | 1                   | 0                   | 1            | 2            | 0              | 0            | 0            | 43    | 5           | 10             | 3      | 1            |
| 23     |      | Danilo            | 24        | 2           | 5              | 6         | 0            | 7                   | 0                   | 1                   | 3                   | 0                   | 0            | 0            | 0              | 0            | 0            | 31    | 2           | 6              | 9      | 0            |
| 28     |      | Marcos Llorente   | 0         | 0           | 0              | 0         | 0            | 0                   | 0                   | 0                   | 0                   | 0                   | 1            | 0            | 0              | 0            | 0            | 1     | 0           | 0              | 0      | 0            |
| 29     |      | Borja Mayoral     | 6         | 0           | 0              | 0         | 0            | 0                   | 0                   | 0                   | 0                   | 0                   | 0            | 0            | 0              | 0            | 0            | 6     | 0           | 0              | 0      | 0            |
| 31     |      | Rubén Yáñez       | 0         | 0           | 0              | 0         | 0            | 0                   | 0                   | 0                   | 0                   | 0                   | 0            | 0            | 0              | 0            | 0            | 0     | 0           | 0              | 0      | 0            |
| 32     |      | Philipp Lienhart  | 0         | 0           | 0              | 0         | 0            | 0                   | 0                   | 0                   | 0                   | 0                   | 1            | 0            | 0              | 0            | 0            | 1     | 0           | 0              | 0      | 0            |
| 34     |      | Álvaro Tejero     | 0         | 0           | 0              | 0         | 0            | 0                   | 0                   | 0                   | 0                   | 0                   | 1            | 0            | 0              | 0            | 0            | 1     | 0           | 0              | 0      | 0            |

### Buteurs (toutes compétitions)
(à jour après le match Real Madrid 1-1 Atlético Madrid, le 28 mai 2016)
| Rang                | Joueur              | Liga BBVA | Coupe du Roi | Ligue des Champions | Total |
| ------------------- | ------------------- | --------- | ------------ | ------------------- | ----- |
| 1                   | Cristiano Ronaldo   | 35        | 0            | 16                  | 51    |
| 2                   | Karim Benzema       | 24        | 0            | 4                   | 28    |
| 3                   | Gareth Bale         | 19        | 0            | 0                   | 19    |
| 4                   | James Rodríguez     | 7         | 0            | 1                   | 8     |
| 5                   | Jesé                | 5         | 0            | 1                   | 6     |
| 6                   | Isco                | 3         | 2            | 0                   | 5     |
| 7                   | Lucas Vázquez       | 4         | 0            | 0                   | 4     |
| 8                   | Luka Modrić         | 2         | 0            | 1                   | 3     |
| 8                   | Sergio Ramos        | 2         | 0            | 1                   | 3     |
| 10                  | Marcelo             | 2         | 0            | 0                   | 2     |
| 10                  | Danilo              | 2         | 0            | 0                   | 2     |
| 12                  | Mateo Kovačić       | 0         | 0            | 1                   | 1     |
| 12                  | Daniel Carvajal     | 0         | 0            | 1                   | 1     |
| 12                  | Nacho               | 0         | 0            | 1                   | 1     |
| 12                  | Casemiro            | 1         | 0            | 0                   | 1     |
| 12                  | Toni Kroos          | 1         | 0            | 0                   | 1     |
| 12                  | Pepe                | 1         | 0            | 0                   | 1     |
| 12                  | Denis Cheryshev     | 0         | 1            | 0                   | 1     |
| But contre son camp | But contre son camp | 2         | 0            | 1                   | 3     |
| Total               | Total               | 110       | 3            | 28                  | 141   |

(Les chiffres ci-dessus ne sont valables que pour les matchs officiels)
- Récapitulatif des buteurs madrilènes lors des matchs amicaux de la saison 2015-2016
  - 2 buts : James Rodríguez
  - 1 but : Karim Benzema, Cristiano Ronaldo, Pepe, Denis Cheryshev, Jesé, Raphaël Varane, Gareth Bale, Nacho et Marcelo

### Passeurs décisifs (toutes compétitions)
| Rang  | Joueur            | Liga BBVA | Coupe du Roi | Ligue des Champions | Total |
| ----- | ----------------- | --------- | ------------ | ------------------- | ----- |
| 1     | Cristiano Ronaldo | 11        | 0            | 4                   | 15    |
| 2     | Gareth Bale       | 10        | 0            | 3                   | 13    |
| 3     | Toni Kroos        | 10        | 0            | 1                   | 11    |
| 4     | Isco              | 7         | 0            | 3                   | 10    |
| 4     | James Rodríguez   | 8         | 2            | 0                   | 10    |
| 6     | Lucas Vázquez     | 6         | 0            | 2                   | 8     |
| 7     | Karim Benzema     | 7         | 0            | 0                   | 7     |
| 8     | Danilo            | 5         | 0            | 1                   | 6     |
| 8     | Jesé              | 6         | 0            | 0                   | 6     |
| 10    | Marcelo           | 3         | 0            | 2                   | 5     |
| 10    | Daniel Carvajal   | 4         | 0            | 1                   | 5     |
| 12    | Luka Modrić       | 4         | 0            | 0                   | 4     |
| 12    | Casemiro          | 3         | 1            | 0                   | 4     |
| 14    | Mateo Kovačić     | 2         | 0            | 0                   | 2     |
| 14    | Sergio Ramos      | 2         | 0            | 0                   | 2     |
| 16    | Denis Cheryshev   | 1         | 0            | 0                   | 1     |
| 16    | Pepe              | 1         | 0            | 0                   | 1     |
| Total | Total             | 90        | 3            | 17                  | 110   |

(Les chiffres ci-dessus ne sont valables que pour les matchs officiels)
- Récapitulatif des passeurs madrilènes lors des matchs amicaux de la saison 2015-2016
  - 3 passes : Isco
  - 1 passe : Gareth Bale, Toni Kroos, Marcelo, Lucas Vázquez et Luka Modrić

## Joueur du mois
Le joueur ayant le plus de nominations est nommé Joueur de la saison du Real Madrid.
Avec 3 nominations, Karim Benzema est le Joueur de la saison du Real Madrid.
| Août      | James Rodríguez | [ 4 ] |
| Septembre | Karim Benzema   | [ 4 ] |
| Octobre   | Keylor Navas    | [ 4 ] |
| Novembre  | Luka Modrić     | [ 4 ] |
| Décembre  | Karim Benzema   | [ 5 ] |
| Janvier   | Gareth Bale     | [ 5 ] |
| Février   | Luka Modrić     | [ 6 ] |
| Mars      | Karim Benzema   | [ 7 ] |
| Avril     | Gareth Bale     | [ 8 ] |

## Récompenses et distinctions
Cristiano Ronaldo figure parmi les trois nommés au Prix UEFA du Meilleur joueur d'Europe le 27 août 2015 à Nyon. Il est 3e derrière Lionel Messi qui termine 1er et Luis Suárez qui termine 2e.
Karim Benzema  reçoit le Trophée GolT du mois de septembre en Liga pour la saison 2015-2016.
Le 2 octobre 2015 Cristiano Ronaldo devient le meilleur buteur de l'histoire du Real Madrid et reçoit un trophée de platine décerné par le club qui rappelle un peu celui du soulier d'or nommé El premio maximo goleador de la historia del Real Madrid.
Cinq joueurs du Real font partie du Goal 50 (récompensant le meilleur footballeur du monde sur la saison 2014-2015) par le site goal.com, Cristiano Ronaldo (2e), James Rodríguez (22e), Gareth Bale (24e), Sergio Ramos (37e) et Luka Modrić (47e).
Le 30 novembre 2015, Cristiano Ronaldo reçoit le Prix LFP de Meilleur joueur (Par les supporters) de la Liga pour la saison 2014-2015.
Sergio Ramos reçoit le Prix LFP du Meilleur défenseur de la Liga pour la saison 2014-2015.
James Rodríguez reçoit le Prix LFP du Meilleur milieu de la Liga pour la saison 2014-2015.
Le 30 novembre 2015, Cristiano Ronaldo devient le premier joueur de l'histoire du Real Madrid à figurer parmi les trois nommés au Ballon d'or pour la cinquième année consécutive. Il est 2e derrière Lionel Messi qui termine 1er et devant Neymar qui termine 3e.
Karim Benzema  reçoit le Trophée GolT du mois de décembre en Liga pour la saison 2015-2016.
Cristiano Ronaldo termine Meilleur buteur mondial « de première division » de l'année (IFFHS) 2015 pour la deuxième année consécutive avec 48 buts.
Quatre joueurs du Real, Cristiano Ronaldo, Sergio Ramos, Marcelo et Luka Modrić font partie du FIFA/FIFPro World XI de l'année 2015.
Zinédine Zidane reçoit le Prix BBVA d'entraîneur du mois d'avril en Liga pour la saison 2015-2016.
Cristiano Ronaldo et Luka Modrić font partie de l'Équipe-type de la Liga BBVA 2015-2016.
Cristiano Ronaldo est le Meilleur buteur de la Ligue des champions avec 16 buts.
Six joueurs du Real, Cristiano Ronaldo, Gareth Bale, Sergio Ramos, Luka Modrić, Toni Kroos et Marcelo font partie de l'Équipe-type de la Ligue des champions de l'UEFA 2015-2016.

## Affluence
Affluence du Real Madrid à domicile